# Ab ovo
Ab ovo (česky od vejce) je latinský výraz, který znamená "od úplného počátku". Jedná se zde o úvahu, která zpětně sleduje logický sled (kauzální řetězec) příčin a následků až po jejich úplný počátek. 

## Původ slovního spojení
Spojení může mít své kořeny ve složení starověkých římských hostin, které se obvykle začínaly podáváním předkrmů sestávajících z vajec. Naopak na závěr se podávalo jablko. Odtud Ab ovo usque ad mala, tedy Od vejce až k jablku, česky parafrázováno jako Od á až do zet, Od začátku až do konce.
Jiné užívané vysvětlení odvozuje původ tohoto slovního spojení z řecké mytologie: Kdyby Léda, oplodněná Diem proměněným na labuť, nepřivedla snesením vejce na svět Helenu, Paris by si ji nevybral a nedošlo by k trojské válce a všemu, co s ní dále souviselo. Podle tohoto pojetí se výraz rozšířil z Horatiovy básně Ars Poetica. V ní Horatius charakterizuje dobrého epického básníka tak, že ve svém díle nezačne popisem Trojské války od předků jejích hlavních aktérů - tedy od Lédina vejce (nec gemino bellum Troianum orditur ab ovo), ale uvede čtenáře do centra událostí (in medias res).